# 第74回NHK紅白歌合戰
第74回NHK紅白歌合戰於日本時間2023年12月31日下午7時20分至11時45分在日本東京的NHK大廳以现場直播的方式舉行。

## 播出概要
如未特別說明，以下日期皆為2023年。
- 9月27日，本年度新上任的NHK會長稻葉延雄（日语：稲葉延雄）在例行記者會上宣佈本年度的節目安排[4]。由於正值傑尼斯事務所捲入了創始人強尼·喜多川有關性侵醜聞影響的時期，稻葉延雄表示，在傑尼斯事務所未有妥善地解決有關事件、制定防止事件再次發生的對策、以及落實對受害者作出賠償前，NHK將會對傑尼斯旗下所有藝人暫停發出新通告，而有關安排亦適用於本屆NHK紅白歌合戰[2]；然而，對於在性侵醜聞爆光前、已簽約錄製其他NHK節目等的傑尼斯旗下藝人，則將如常進行[5][6]。
- 10月5日，於專屬網頁內開始接受觀眾入場申請，一直至10月19日為止。
- 10月6日，公布主持人人選及本屆節目主題。本屆主持人和上屆一樣共有四位，男主持方面由搞笑藝人有吉弘行和NHK播報員高瀨耕造擔任，女主持方面則由演員橋本環奈和濱邊美波擔任。除了橋本是連續第二年入選主持之外，其餘三人皆為首度擔任紅白主持。至於本屆節目主題為「borderless-跨越連結的大除夕夜-」（ボーダレス -超えてつながる大みそか-）[7]。
- 11月13日，於NHK廣播電視中心舉辦記者會公佈出場歌手名單，該名單同時在NHK網站上發布。本屆紅白共有13組歌手首次出場，包括紅組的新學校領袖、Ado、ano、伊藤蘭、MISAMO、以及白組的大泉洋、木谷龍也、草莓王子、Stray Kids、Seventeen、10-FEET、MAN WITH A MISSION和Mrs. GREEN APPLE，所有與傑尼斯事務所相關的團體均沒有獲邀成為出場歌手。與此同時，NHK亦公佈了主視覺廣告及主題標記，更首次發表了稱為“對第74回NHK紅白歌合戰演出者的人權尊重指引”（第74回NHK紅白歌合戦の出演者に対する人権尊重のガイドライン）[註 1]，明確列出六項演出者（及其所屬經紀公司）必須遵守的價值觀[8][9]。
- 11月29日，公佈英國的皇后樂隊及美國歌手亞當·蘭伯特將以組合形式作特別企劃演出，是首個公佈的特別企劃。
- 12月4日，公佈了首支出場曲目，為Official髭男dism為本年度NHK全國學校音樂比賽（日语：NHK全国学校音楽コンクール）中學部比賽中的指定曲《chessboard》，並公開募集短片。
- 12月7日，公佈將以日本電視廣播70週年為題的特別企劃「電視台播放過的名曲」（テレビが届けた名曲たち），並由資深主持人黑柳徹子擔當企劃主持[10][11]。
- 12月8日，公佈了副聲道主持人和電台主持人；也公佈於NHK綜合頻道的音樂節目《Venue101》中擔任主持的濱家隆一及生田繪梨花，將會以二人組合「Hamaiku」（ハマいく）名義於特別企劃中出場。
- 12月15日，公佈寺尾聰為首位於「電視台播放過的名曲」中出演的歌手[12][13]。
- 12月16日，公佈曾於日本電視台綜藝節目《火焰大對抗（日语：ウッチャンナンチャンのウリナリ!!）》中出演的音樂組合口袋餅乾及黑色餅乾將會於「電視台播放過的名曲」中出演[14][15] 。
- 12月20日，公佈本屆審查員8人名單及投票方式 [16][17]。本次紅白的審查方法延續過往兩屆的形式，為電視觀眾、現場觀眾、現場審查員三方各自計票，對決全部結束後，每一方的勝出者獲得1分（共3分），總分獲得2分即贏得本次紅白的勝利。
- 12月21日，公佈演出「電視台播放過的名曲」歌手的樂曲，亦公佈藥師丸博子將會於「電視台播放過的名曲」中出演。
- 12月22日，公佈各歌手曲目。
- 12月23日，公佈由主持人所負責的特別企劃，其中包括橋本環奈與濱邊美波為迪士尼創立100周年的特別企劃，以及有吉弘行與白組歌手藤井郁彌（日语：藤井フミヤ）的特別企劃。
- 12月25日，公佈迪士尼創立100周年特別企劃的曲目及參與歌手。
- 12月26日，公佈曲順，本年度由新學校領袖及JO1作開場，壓軸仍由福山雅治（連續四次）及MISIA（連續五次，第三次總壓軸）擔任。
- 12月28日，公佈YOSHIKI連續兩年以特別企劃出場[18]，以及由fox capture plan（日语：fox capture plan）負責當日開場音樂[19]。
- 12月29日，公佈NewJeans以特別企劃形式初出場[20]。
- 12月31日，節目播出。

- 除NHK大廳外，本年度也同樣利用CT-101及CT-102錄影廠作為表演場地，其中CT-101更首度容納現場觀眾，但只限安排在該處表演的藝人之所屬歌迷組織入場，且表演後須立刻離場以供下一組別入場，至於Official髭男dism的演出，因同時加入由全國中學生所募集的短片所組成的虛擬合唱團，所以不設現場觀眾。
- 本屆沿用上屆的作法，先演唱《螢之光》後才發表結果。
- 最終紅組以3比0獲得優勝。紅組於審查員中以7 - 1獲得一分、於現場觀眾以1,453 - 883再下一分、又於電視觀眾以3,943,182 - 2,457,277達成三分全贏，為第54屆（2003年）白組勝利以來再次出現完封勝利。
- 三山宏在紅白第五度挑戰剑玉「大皿」人數最多的吉尼斯世界纪录，本次挑戰紀錄為128人。首次尝试在第3人处失败，随即从第1人处重新开始。第二次尝试在第16人处失败，之后没有重新开始而是继续进行挑战。挑战结束后原由认证官宣布挑战成功，之后在确认了录像之后由主持人之一的高濑耕造宣布挑战失败。

## 主持人
- 有吉弘行：搞笑藝人，去年曾於純烈演出時共同演唱《像白雲一樣》
- 橋本環奈：演員，連續兩年擔任紅白主持，2024年度秋季晨間劇《御飯糰》中擔任主角
- 濱邊美波：演員，2023年度春季晨間劇《爛漫》中飾演主人公的妻子壽惠子
- 高瀨耕造：NHK大阪播報室播報員，NHK綜合頻道《新聞金5時》、《列島新聞》主播、2023年度秋季晨間劇《布基烏基》中擔任旁白

## 出場歌手
初次登场／  重返红白／  特别企划
| 紅組 | 紅組         | 紅組      | 紅組                                             | 白組      | 白組                            | 白組      | 白組                                     |
| 出場 順序 | 歌手或團體名 | 登場 次數 | 歌曲                                             | 出場 順序 | 歌手或團體名                    | 登場 次數 | 歌曲                                     |
| 前半 | 前半         | 前半      | 前半                                             | 前半      | 前半                            | 前半      | 前半                                     |
| --- | ------------ | --------- | ------------------------------------------------ | --------- | ------------------------------- | --------- | ---------------------------------------- |
| fox capture plan：Grand Opening |              |           |                                                  |           |                                 |           |                                          |
| 1 | 新學校領袖   | 初        | 成人之藍 （）                                    | 2         | JO1                             | 2         | NEWSmile                                 |
| |              |           |                                                  | 3         | 鈴木雅之                        | 6         | 電眼女孩 （）                            |
| 5 | Perfume      | 16        | FAKE IT                                          | 4         | Stray Kids                      | 初        | CASE 143（日文版）                       |
| 7 | 天童芳美     | 26        | 道頓堀人情                                       | 6         | 草莓王子                        | 初        | 喜歡喜歡星人 （）                        |
| 9 | 綠黄色社會   | 2         | 角色 （）                                        | 8         | 木谷龍也                        | 初        | 青之居所 （青のすみか）                            |
| 10 | 櫻坂46       | 3         | Start over!                                      | 11        | 純烈                            | 6         | 因為偶然遇見了你 （だってめぐり逢えたんだ）                    |
| 12 | ano          | 初        | 吻的多樣性 （ちゅ、多様性。）                                  | 13        | BE：FIRST                       | 2         | Boom Boom Back                           |
| 14 | JUJU         | 2         | 任時光從身邊流逝 （時の流れに身をまかせ）                            |           |                                 |           |                                          |
| 15 | NiziU        | 4         | Make you happy                                   |           |                                 |           |                                          |
| 16 | LE SSERAFIM  | 2         | UNFORGIVEN（feat. Nile Rodgers） -Japanese ver.- | 17        | 山內惠介                        | 9         | 戀愛街角 （）                            |
| 18 | 乃木坂46     | 9         | 獨自一人的天堂 （おひとりさま天国）                              | 19        | 鄉裕美                          | 36        | 2億4千萬隻眼睛～霹靂舞SP～ （）          |
| 20 | milet        | 4         | 熱戀不已 （コイコガレ）                                    | 21        | MAN WITH A MISSION              | 初        | 覊絆的奇蹟 （絆ノ奇跡）                          |
| 23 | 水森香織     | 21        | 日向岬～骨牌挑戰SP～ （）                        | 22        | Seventeen                       | 初        | 飛舞落下的花瓣 (Fallin' Flower) （       |
| Hamaiku（濱家隆一、生田繪梨花）（初） Beat DE Tohi （ビートDEトーヒ） |              |           |                                                  |           |                                 |           |                                          |
| |              |           |                                                  | 24        | 大泉洋                          | 初        | 就像矗立於天空中的高塔 （あの空に立つ塔のように）              |
| 後半 |              |           |                                                  |           |                                 |           |                                          |
| 26 | 坂本冬美     | 35        | 夜櫻阿七 （）                                    | 25        | Mrs. GREEN APPLE                | 初        | 舞廳 （）                                |
| 27 | MISAMO       | 初        | Do not touch                                     | 28        | 10-FEET                         | 初        | 第0感 （）                               |
| NewJeans（初） NewJeans Special Medley |              |           |                                                  |           |                                 |           |                                          |
| 「迪士尼100 周年特別企劃」 * 橋本環奈、濱邊美波：有一天我的皇子會來（） * 大泉洋、大森元貴（Mrs. GREEN APPLE）、LE SSERAFIM：在海底下（） * 山寺宏一、櫻坂46、Stray Kids：像我這樣的朋友（フレンド・ライク・ミー） * 生田繪梨花：星願（ウィッシュ～この願い～） * ano、石川小百合、純烈、鈴木雅之、Mrs. GREEN APPLE：世界真細小（小さな世界） |              |           |                                                  |           |                                 |           |                                          |
| 30 | 椎名林檎     | 8         | 丸之內～終究還是諸行無常篇～ ）                  | 29        | Official髭男dism                | 4         | chessboard                               |
| |              |           |                                                  | 31        | 柚子                            | 14        | Beautiful （）                           |
| 皇后合唱團+亞當蘭伯特（初） Don't Stop Me Now |              |           |                                                  |           |                                 |           |                                          |
| |              |           |                                                  | 32        | 三山宏                          | 9         | Donko坂～第7次邁向劍玉世界記錄之路 （どんこ坂～第７回 けん玉世界記録への道～）  |
| 34 | Superfly     | 7         | 靈魂革命 （）                                    | 33        | 星野源                          | 9         | 生命體                                   |
| 35 | 伊藤蘭       | 初        | Candy50周年 紅白SP Medley （キャンディーズ50周年 紅白SPメドレー）                   |           |                                 |           |                                          |
| Yoshiki (14) – "Endless Rain ~ Rusty Nail" |              |           |                                                  |           |                                 |           |                                          |
| 黑柳徹子 日本電視廣播70年 特別企劃「電視台播放過的名曲」（テレビが届けた名曲たち） * 口袋餅乾及黑色餅乾 (2) 「YELLOW YELLOW HAPPY～Timing」 * 藥師丸博子 (3)「水手服與機關槍」 * 寺尾聰 (3) 「紅寶石戒指」 |              |           |                                                  |           |                                 |           |                                          |
| 36 | Ado          | 初        | 唱                                               | 37        | ELEPHANT KASHIMASHI             | 2         | 我們的明日 （）                          |
| 38 | 愛繆         | 5         | 愛之花                                           | 39        | 佐田雅志                        | 22        | 秋櫻                                     |
| 40 | 石川小百合   | 46        | 津輕海峽·冬景色                                  | 41        | 藤井郁彌                        | 6         | TRUE LOVE                                |
| |              |           |                                                  | -         | 有吉弘行、藤井郁彌 （合作演唱） | -         | 像白雲一樣                               |
| 42 | YOASOBI      | 3         | 偶像 （アイドル）                                        | 43        | 福山雅治                        | 16        | 「HELLO～想望」 紅白 Special Medley （「HELLO～想望」 紅白スペシャルメドレー） |
| 44 | MISIA        | 8         | 紅白Special 2023 （）                            |           |                                 |           |                                          |

脚注
1. 1 2 3 4 5 6 7  於CT-101錄影廠作直播演出。
2. ↑  於大阪府大阪市浪速區通天閣附近的新世界商業街作直播。
3. ↑  是次出演只有Satomi、colon、root及莉犬四位成員參與。
4. ↑  四人於非公開的NHK攝影棚內演出，並以電腦圖學技術將影像投現於現場及螢幕上。
5. ↑  成員小池美波因活動休止而未有亮相。
6. ↑  若加上櫸坂46時期，此次為第7次出場。
7. ↑  成員SAKURA（宮脇咲良）過去曾作為HKT48的成員出場1次，並曾作為AKB48的成員出場3次。
8. ↑  於東京都台東區淺草西参道商店街作現場直播。
9. ↑  於CT-102攝影棚作直播演出。
10. ↑  成員生田繪梨花過去曾作為乃木坂46的成員出場7次。
11. ↑  JO1成員川尻蓮、川西拓實、佐藤景瑚、豆原一成、Be:First成員SHUNTO、MANATO、RYUHEI、RYOKI共8人亦參與共演。
12. ↑  成員三人曾以母團體TWICE成員的身分出場4次。
13. ↑  於CT-101錄影廠作錄播演出。
14. ↑  演唱OMG、ETA、Ditto等3曲。
15. ↑  先演唱了《歌舞伎町的女王》後才續唱《丸之內虐待狂》。
16. ↑  於美國三藩市以錄播方式演出。
17. ↑  于东京都港區虎之门之丘Station Tower现场直播。
18. ↑  曾以組合糖果合唱團成員身份出席3次，個人出演為首次，也是相距46年後再登紅白。
19. ↑  過往曾以X Japan成員身份代表白組出場8次、與莎拉·布萊曼合作代表紅組1次、與HYDE合作代表白組1次、個人名義特別企劃2次及以The Last Rockstars名義的特別企劃1次，總共13次。
20. ↑  過往曾代表紅組出場1次。
21. ↑  過往曾代表紅組出場2次、另應援及客串嘉賓共2次、及審查員1次。
22. ↑  過往曾代表白組出場2次。
23. ↑  上屆紅白曾作為虛擬角色「美音」的歌唱部分出演紅白，以Ado的個人名義出演紅白則屬首次。
24. ↑  曾作為組合The Checkers成員身份出場9次、個人身份5次、共14次出場。
25. ↑  成員ikura（幾田莉拉）曾於第73回以客串嘉賓身份在「milet×Aimer×幾田莉拉×Vaundy」環節中演出（不計算出場次數）。
26. ↑  先後演唱了「謝謝你的愛」（愛をありがとう）、「渾身是傷的王者」（傷だらけの王者）及愛的形狀（アイノカタチ）共3首。

## 其他出演者
此處列出節目中主持人、出場歌手以外的演出人員。

### 審查員
共8人（五十音順）：
- 北口榛花：女子標槍運動員，於2023年世界田徑錦標賽女子標槍中獲得金牌。
- 國枝慎吾：前男子輪椅網球運動員，於殘奧會中多次獲得了金牌，並錄得多次世界排名第1，2023年1月宣佈退役，3月獲頒國民榮譽獎，紫綬褒章得獎者。
- 堺雅人：演員，2016年大河劇「真田丸」中演主人公真田信繁。第2度擔任紅白審查員。另外他亦在水森香織的環節中負責開始推倒骨牌。
- 俵萬智（日语：俵万智）：和歌詩人，2022年獲頒朝日獎、2023年獲授紫綬褒章。第3度擔任紅白審查員。
- 寺島忍：演員，本年度大河劇「怎麼辦家康」中擔任旁白。第2度擔任紅白審查員。
- 寺田宜弘（日语：寺田宜弘）：烏克蘭國家歌劇團芭蕾舞團藝術總監，本年度獲新聞週刊日本版選為「獲世界尊重的100名日本人」。
- 笨蛋節奏（升野英知）：搞笑藝人，亦創作過多個獲獎的劇本。
- 吉高由里子：演員，曾於第65回NHK紅白歌合戰中擔任紅組主持。2024年大河劇「致光之君」中飾演主人公紫式部。

### 其他播出平台主持人
- 電視副聲道解說：Panther（日语：パンサー）（菅良太郎、向井慧、尾形貴弘（日语：尾形貴弘））、鈴木奈穗子（隸屬於NHK東京播報室）
- 電台解說：渡邊健太（日语：渡辺健太）、森田茉里惠（日语：森田茉里恵）（均隸屬於NHK東京播報室），其中渡邊健太為連續兩年擔任電台解說。
- VTR解说：榎木淳弥、高桥李依

### 企劃、應援、共演嘉賓
- 梨本威溫：為節目開場曲負責編舞。
- receptions（レセプション）：舞蹈團體，在開場騷中擔任舞蹈員。
- 近田雄一（日语：近田雄一）：NHK大阪放送局播報員，在天童芳美環節中擔任報幕。
- 遠藤章造、All阪神・巨人（日语：オール阪神・巨人）（高田昭德、南出繁）、阪神虎吉祥物托拉奇、拉奇（日语：トラッキー）、奇太：在天童芳美環節中作應援。
- 東京高等學校（日语：東京高等学校）管樂團及競技啦啦隊、東京實業高等學校（日语：東京実業高等学校）步操樂隊：於綠黃色社會環節中作伴奏及表演。
- 金雄君（日语：有吉のお金発見 突撃!カネオくん）（由阿信（日语：ノブ (お笑い芸人)）（早川信行，千鳥成員）配音）：有吉弘行主持的综艺节目《有吉的黄金发现 突击！金雄君（日语：有吉のお金発見 突撃!カネオくん）》中的虚拟角色，於Ano環節上作共同主持及應援。
- Power Puff Boys（パワーパフボーイズ）：三人舞蹈團體，於Ano環節中伴舞，是繼去年在SEKAI NO OWARI的《Habit》後，連續兩年出演。
- 酒&平（日语：アルコ&ピース）（酒井健太、平子祐希）、总之就是开朗的安村（日语：とにかく明るい安村）（安村昇剛）、吉村崇（日语：吉村崇）：於山內惠介環節上共演。
- 花柳糸之：於山內惠介環節中擔任編舞。
- 花柳糸之社中（日语：花柳糸之社中）：舞蹈團體，於山內惠介環節中擔任伴舞。
- KENZO（日语：KENZO (ダンサー)）（中村朋揮，DA PUMP成員）：負責鄉裕美環節中的編舞。
- DJ IKU（日语：DJ IKU）：於鄉裕美環節負責DJ。
- 半井重幸（Shigekix）、KATSU ONE（Ishikawa Katsuyuki）、Kentaraw （Kentaraw Shirai）、kaku、Tsukki、Ayane、RAM、Yasmin：霹靂舞者，於鄉裕美環節伴舞。
- 中田實：日本骨牌協會副理事長[24]，水森香織環節內推骨牌項目的負責人。
- 富樫勇樹、河村勇輝：日本國家男子籃球隊代表，於10-FEET出場前作應援。
- MANGAPHONICS（石若駿、鳥越啓介、林正樹、佐藤芳明、名越由貴夫）：於椎名林檎環節中以錄播方式作伴奏。
- SIS：二人姊妹舞蹈團體，於椎名林檎環節中伴舞。
- Avantgardey：於2023年「全美一叮」中進入總決賽的女子舞蹈團體，於YOASOBI演出中參與群舞。

### 其他
- 麻布大學野鳥研究部成員：於場館內協助點算現場觀眾的投票數目。
- 都倉俊一：於結果發表前、全體演唱《螢之光》時擔任指揮。

## 收視率
根據Video Research的統計，本次的收視率不論在前半部或後半部均是歷年來最低的一次。代表全國整體收視率的關東地區，前半部甚至錄得29%，是首次連30%收視率也達不到；後半部亦比最低的第72回34.3%減少2.4%。
| 地區       | 前半          | 後半          |
| ---------- | ------------- | ------------- |
| 關東       | 29.0%(-2.2p)  | 31.9%(-3.4p)  |
| 關西       | 27.5%(-2.7p)  | 32.5%(-4.2p)  |
| 名古屋     | 27.7%(-3.5p)  | 30.3%(-5.6p)  |
| 北部九州   | 27.8%(-2.8p)  | 30.9%(-3.9p)  |
| 札幌       | 28.1%(-2.0p)  | 30.1%(-4.7p)  |
| 仙台       | 29.6%(+0.2p)  | 31.8%(-3.5p)  |
| 廣島       | 34.4%(+3.8p)  | 37.6%(+1.3p)  |
| 静岡       | 31.7%(-10.0p) | 34.1%(-8.1p)  |
| 長野       | 38.1%(-6.4p)  | 41.0%(-6.1p)  |
| 福島       | 31.1%(-5.8p)  | 33.0%(-7.9p)  |
| 新潟       | 35.3%(-1.9p)  | 36.5%(-3.0p)  |
| 岡山・香川 | 28.3%(-7.4p)  | 33.0%(-3.6p)  |
| 熊本       | 33.1%(-1.0p)  | 36.0%(-1.7p)  |
| 鹿兒島     | 34.7%(-3.6p)  | 36.9%(-2.2p)  |
| 長崎       | 37.3%(+3.8p)  | 40.4%(+2.6p)  |
| 金澤       | 30.4%(-7.0p)  | 33.2%(-4.7p)  |
| 山形       | 37.5%(-5.9p)  | 38.5%(-7.6p)  |
| 岩手       | 33.4%(-4.8p)  | 34.6%(-4.6p)  |
| 鳥取・島根 | 34.8%(-8.0p)  | 37.1%(-7.2p)  |
| 愛媛       | 31.9%(-3.3p)  | 37.0%(-2.0p)  |
| 富山       | 36.5%(-8.9p)  | 39.7%(-8.9p)  |
| 山口       | 25.6%(-8.7p)  | 28.4%(-7.5p)  |
| 秋田       | 35.8%(+0.6p)  | 36.6%(-1.3p)  |
| 青森       | 33.4%(+1.6p)  | 34.6%(-0.8p)  |
| 大分       | 37.5%(+4.4p)  | 39.7%(+2.8p)  |
| 沖繩       | 24.6%(+0.5p)  | 28.3%(-4.4p)  |
| 高知       | 31.5%(-8.5p)  | 35.2%(-5.9p)  |
| 宮崎       | 38.1%(-4.4p)  | 39.1%(-3.8p)  |
| 山梨       | 38.3%(-1.0p)  | 39.6%(-2.0p)  |
| 福井       | 41.6%(-3.5p)  | 44.9%(-3.1p)  |
| 佐賀       | 25.0%(-7.0p)  | 29.3%(-3.6p)  |
| 德島       | 25.1%(-11.5p) | 26.1%(-14.2p) |

## 外部連結
- 官方網站 （页面存档备份，存于）
- 的X（前Twitter）
- 的Instagram帳戶